# Tero Palmroth
Tero Palmroth (Tampere, 28 de maio de 1953) é um ex-piloto finlandês de automobilismo. 
Disputou apenas 15 corridas (largando em 12) na CART (Champ Car) entre 1988 e 1992 e entre 1994 e 1995. Tentou classificar-se para 6 edições das 500 Milhas de Indianápolis, não largando em 2.
Seu único ponto na categoria foi conquistado na edição de 1990 da Indy 500, quando chegou em 12º lugar. Palmroth aposentou-se em 1995, após falharem na tentativa de classificação para a corrida de 1995. Na época, defendia a Dick Simon Racing, onde correra em 1988, 1990 e 1994, quando ele não havia conseguido a classificação para a edição daquele ano.

## Resultados na Indy 500
| Ano  | Chassis | Motor         | Largou em        | Chegou em |
| ---- | ------- | ------------- | ---------------- | --------- |
| 1988 | Lola    | Cosworth      | 25º              | 19º       |
| 1989 | Lola    | Cosworth      | 16º              | 16º       |
| 1990 | Lola    | Cosworth      | 16º              | 12º       |
| 1991 | Lola    | Cosworth      | 26º              | 23º       |
| 1994 | Lola    | Ford Cosworth | Não classificado |           |
| 1995 | Lola    | Buick         | Não classificado |           |

## Links
- Perfil em Driver DB